# Sanaur
Sanaur é uma cidade  no distrito de Patiala, no estado indiano de Punjab.

## Geografia
Sanaur está localizada a 30° 18′ N, 76° 28′ L. Tem uma altitude média de 253 metros (830 pés).

## Demografia
Segundo o censo de 2001, Sanaur tinha uma população de 17,938 habitantes. Os indivíduos do sexo masculino constituem 54% da população e os do sexo feminino 46%. Sanaur tem uma taxa de literacia de 63%, superior à média nacional de 59.5%: a literacia no sexo masculino é de 67% e no sexo feminino é de 58%. Em Sanaur, 12% da população está abaixo dos 6 anos de idade.